# Голоско Онисим Михайлович
Они́сим Миха́йлович Голоско́ (нар. 2 (14) лютого 1900 — пом. 28 лютого 1955) — радянський воєначальник, генерал-майор (1943). Герой Радянського Союзу (1944).

## Життєпис
Народився 14 лютого 1900 року в селі Варварівці Вовчанського повіту Харківської губернії Російської імперії (нині — Вовчанського району Харківської області). Українець. У 1911 році закінчив початкове училище в селі Миколаївка. До 1914 року наймитував, у 1914—1918 роках працював на цукрозаводі в селищі Білий Колодязь.
У лютому 1918 року добровольцем вступив до Вовчанського добровільчого загону, з грудня того ж року — боєць продзагону при Харківському губпродкомі. З червня 1919 по серпень 1920 року — старшина ескадрону, командир взводу 63-го кавалерійського полку. Воював на Південному і Західному фронтах. З жовтня 1920 року — командир взводу 2-го кавалерійського полку, з січня 1922 року — командир взводу 15-го кавалерійського полку. Двічі був поранений.
У 1924 році закінчив Вищу школу військового маскування. До 1930 року обіймав посади помічника командира і командира кавалерійського ескадрону в Українському військовому окрузі. У 1934 році закінчив Військову академію імені М. В. Фрунзе. Проходив військову службу у ВПС Сибірського військового округу: начальник штабу авіаційної ескадрильї (1934—1936), начальник відділу штабу ВПС СибВО (1936—1938), начальник штабу авіаційного полку (1938). З 1938 по 1941 роки — начальник штабу Новосибірського військового авіаційного училища. У 1941—1942 роках — викладач кафедри тактики ВПС Ленінградської військово-повітряної академії.
На фронтах німецько-радянської війни з квітня 1942 року: з травня 1942 року — заступник начальника штабу 3-ї повітряної армії Калінінського фронту; з жовтня 1942 року — начальник штабу 47-ї гвардійської стрілецької дивізії на Брянському і Південно-Західному фронтах. Брав участь у Сталінградській битві.
З квітня 1943 року й до кінця війни — командир 333-ї стрілецької дивізії Південно-Західного та 3-го Українського фронту. Під його командуванням дивізія брала участь у визволенні України і форсуванні Дніпра, бойових діях на території Болгарії.
До 1946 року продовжував командувати дивізією. У 1947 році закінчив Вищі академічні курси при Військовій академії Генштабу. Обіймав посади заступника командира стрілецького корпусу в Московському і Горьківському військових округах. З лютого 1952 року генерал-майор О. М. Голоско — у запасі.
Мешкав у Калузі, де й помер 28 лютого 1955 року. Похований на П'ятницькому кладовищі міста.

## Нагороди
Указом Президії Верховної Ради СРСР від 19 березня 1944 року «за зразкове виконання бойових завдань командування на фронті боротьби з німецькими загарбниками та виявлені при цьому відвагу і героїзм», генерал-майорові Голоску Онисиму Михайловичу присвоєне звання Героя Радянського Союзу з врученням ордена Леніна і медалі «Золота Зірка» (№ 941).
Нагороджений двома орденами Леніна (19.03.1944, 21.02.1945), трьома орденами Червоного Прапора (14.02.1943, 03.11.1944, 20.06.1949), орденами Суворова 2-го ступеня (26.10.1943), Кутузова 2-го ступеня (13.09.1944), медалями, а також болгарським орденом.